# مارکو نستی
مارکو نستی (انگلیسی: Marco Nasti؛ زادهٔ ۱۷ سپتامبر ۲۰۰۳) بازیکن فوتبال اهل ایتالیا است که در حال حاضر برای باشگاه فوتبال باری به صورت قرضی از آ.ث. میلان بازی می‌کند.
وی همچنین در تیم‌های ملی فوتبال زیر ۱۶ سال، زیر ۱۹ سال، زیر ۲۰ سال و زیر ۲۱ سال ایتالیا بازی کرده‌است.

## دوران باشگاهی
وی در ماه ژوئیه ۲۰۲۲ به صورت قرضی و یک ساله از بخش جوانان آ.ث. میلان به باشگاه فوتبال کوزنتسا کالچو، حاضر در سری بی پیوست.
در ۱۶ ژوئیه ۲۰۲۳ به صورت قرضی به باشگاه فوتبال باری از سری بی فوتبال ایتالیا ملحق شد. در ۳۰ اوت همان سال اولین گل خود را برای باری در برابر باشگاه فوتبال چیتادلا به ثمر رساند.

## دوران ملی
وی عضوی از تیم ملی فوتبال زیر ۱۹ سال ایتالیا در مسابقات قهرمانی یوفا در سال ۲۰۲۲ بود و توانست با این تیم به مرحله نیمه نهایی صعود کند.

### حواشی
در ۱۳ اکتبر ۲۰۲۳، نستی با ماتئو روگری بازیکن باشگاه فوتبال آتالانتا درگیر شد که مهاجم باری با مشت به صورت ماتئو روگری ضربه زد و بینی او شکست. نستی علناً از رفتار خود عذرخواهی کرد، اما با این وجود از تیم ملی فوتبال زیر ۲۱ سال ایتالیا حذف شد.